# Jimmy Deuchar
James „Jimmy“ Deuchar (* 26. Juni 1930 in Dundee; † 9. September 1993 ebenda) war ein schottischer Jazz-Trompeter und Arrangeur des Hardbop.

## Leben und Wirken
Jimmy Deuchar kam nach dem Wehrdienst Anfang der 1950er Jahre nach London und etablierte sich schnell als führender Trompeter des Modern Jazz in der dortigen Szene. Er arbeitete in den Bands von Johnny Dankworth (1950/51), Jack Parnell (1952), Ronnie Scott (1953/54), Tony Crombie (1955), Lionel Hampton (1956) und erneut bei Scott (1957), mit dem er auf USA-Tournee ging. Außerdem war er an Plattenaufnahmen von Victor Feldman beteiligt.
Im April 1957 ging Jimmy Deuchar nach Köln zum neu gegründeten Orchester Kurt Edelhagens, der ersten international besetzten europäischen Big Band. Innerhalb der Band bildete Deuchar ein Quintett (zeitweilig erweitert zum Sextett), das auch etliche Rundfunkaufnahmen beim WDR machte. Zum Jimmy Deuchar Quintett gehörten u. a. der Altsaxophonist Derek Humble und der Posaunist Ken Wray, mit denen Deuchar schon in London zusammengearbeitet hatte, sowie Jean-Louis Chautemps. Als Solist, Arrangeur und Komponist gehörte Deuchar zeitweise zu den prägenden Musikern der Edelhagen-Band.
Zu Beginn der 1960er Jahre kehrte er nach England zurück und arbeitete wieder bei Scott (1960–1962) und mit Tubby Hayes (1962–1966). In dieser Zeit spielt er mit vielen amerikanischen Musikern in Ronnie Scott’s Club. Deuchar arbeitete 1966 erneut mit Edelhagen zusammen, außerdem mit der Kenny Clarke/Francy Boland Big Band, in der damals führende europäische und US-amerikanische Musiker spielten. Zu hören ist er auf deren Album von 1968, Three Latin Adventures, das bei MPS erschienen ist. Um 1971 kehrte er nach London zurück und arbeitete als freischaffender Musiker; schließlich zog er Mitte der 1970er Jahre in seine Heimatstadt Dundee und arbeitete weiter als Solist und Arrangeur.
Der Jazzkritiker Alun Morgan zählt im Gramophone Good Jazz CD Guide Jimmy Deuchar – neben dem jugoslawischen Trompeter Dusko Goykovich und dem Schweden Rolf Ericson zu den drei wichtigsten europäischen Jazztrompetern, die dem Standard der amerikanischen Musiker in der Frühzeit des Modern Jazz nahekommen. Jimmy Deuchar zählt zu Schottlands wichtigsten Beiträgen zur Jazzgeschichte.

## Diskographische Hinweise
als Leader
- Showcase (Jasmine, 1953–1955)
- Jimmy Deuchar Quartet (Esquire, 1955)
- Opus De Funk (Jasmine, 1955–1957)
- Deuchar Plays Deuchar, Deuchar Plays Bird (Tempo, 1956)
- Pal Jimmy! (Jasmine, 1957–1958)

als Sideman
- Vicor Feldman: Suite Sixteen (OJC, 1955); Departure Dates (Jasmine, 1956); In London Vol. 1 & 2 (Jasmine, 1956–1957)
- Tubby Hayes: The First and Last Words (Jasmine, 1957); A Tribute:Tubbs (Spotlite, 1963)